# La Unión, Pantepec
La Unión är en ort i Mexiko.   Den ligger i kommunen Pantepec och delstaten Puebla, i den sydöstra delen av landet, 180 km nordost om huvudstaden Mexico City. La Unión ligger 332 meter över havet och antalet invånare är 115.
Terrängen runt La Unión är kuperad söderut, men norrut är den platt. Runt La Unión är det ganska tätbefolkat, med 52 invånare per kvadratkilometer. Närmaste större samhälle är Metlaltoyuca, 18,8 km norr om La Unión. Omgivningarna runt La Unión är en mosaik av jordbruksmark och naturlig växtlighet.